# Gareth Southgate
Sir Gareth Harold Southgate Kt CBE (Watford, 3 de setembro de 1970) é um técnico e ex-futebolista inglês que atuava como zagueiro. Atualmente está sem clube.

## Carreira como jogador
Quando jogador, fez sucesso no Middlesbrough e no Aston Villa.
Foi revelado pelo Crystal Palace em 1988. Destacou-se ainda com a Seleção Inglesa, na qual jogou 57 partidas e marcou 2 gols. O máximo que Southgate conseguiu com o English Team foi o Torneio da França, em 1997 - na Eurocopa de 1996, realizado na própria Inglaterra, o zagueiro perdeu um pênalti contra a Alemanha, que sagraria-se campeã do torneio. Disputou ainda as Copas de 1998 e 2002, além da Eurocopa de 2000, quando a Inglaterra amargou a eliminação na fase de grupos. Seu último jogo pela Seleção foi contra a Suécia, em julho de 2004, mas não foi convocado para a Eurocopa disputada em Portugal.
Aos 36 anos, deixou os gramados em 2007, quando atuava pelo Middlesbrough, o mesmo clube onde viria a estrear como técnico. Um ano antes, realizara sua última partida pela decisão da antiga Copa da UEFA (atual Liga Europa), entre o Middlesbrough e o Sevilla, que saiu perdedor por 4 a 0.

## Carreira como técnico
Em agosto de 2013 foi nomeado técnico da Seleção Inglesa sub-21, além de ter comandado a equipe sub-20 durante um curto período em 2014.
Já em setembro de 2016, após Sam Allardyce renunciar devido ao escândalo do futebol inglês, Southgate foi nomeado como técnico interino do English Team. A Inglaterra estava na fase inicial das Eliminatórias da Copa do Mundo FIFA de 2018. Depois de ganhar seu primeiro jogo no comando por 2-0 contra Malta, a Inglaterra do interino Southgate empatou em 0-0 com a Eslovênia, derrotou a Escócia por 3-0, e em seu último jogo como interino, empatou em 2-2 com a Espanha depois de abrir 2-0 e sofrer o empate aos 96º minutos. Depois dessas boas exibições, Southgate assumiu  a Inglaterra de forma definitiva e foi sob seu comando que a equipe inglesa terminou a Copa do Mundo FIFA de 2018 na quarta colocação. Levou a Inglaterra à final da edição da Eurocopa 2020, mas foi vice-campeão ao ser superado pela Seleção italiana nos pênaltis. Levou novamente a Inglaterra para à final da Eurocopa 2024, perdendo dessa vez para a Espanha. Em 16 de julho, Southgate renunciou ao cargo de técnico da Inglaterra.

## Gols pela Seleção Inglesa
| # | Data       | Local do Jogo                  | Seleção Adversária | Placar | Competição             |
| - | ---------- | ------------------------------ | ------------------ | ------ | ---------------------- |
| 1 | 14/10/1998 | Stade Josy Barthel, Luxemburgo | Luxemburgo         | 3–0    | Qualificação Euro 2000 |
| 2 | 22/05/2003 | ABSA Stadium, Durban           | África do Sul      | 2–1    | Amistoso               |

## Estatísticas
Atualizado até 16 de julho de 2024.
| Clube             | Jogos | Vitórias | Empates | Derrotas | % Vit |
| ----------------- | ----- | -------- | ------- | -------- | ----- |
| Middlesbrough     | 151   | 45       | 43      | 63       | 29.8% |
| Inglaterra Sub-21 | 37    | 27       | 4       | 12       | 56.7% |
| Seleção Inglesa   | 102   | 64       | 20      | 18       | 62.7% |

## Títulos

### Jogador
Crystal Palace
- Football League First Division: 1993-94

Aston Villa
- Football League Cup: 1995–96[10]

Middlesbrough
- Football League Cup: 2003–04[11]
- Finalista da Copa da UEFA: 2005–06[12]

Seleção Inglesa
- Torneio da França: 1997

Individual
- Premier League Player of the Month: Janeiro de 2000[13]

### Treinador
England
- UEFA Nations League: Terceiro lugar em 2019[14]

England U21
- Torneio de Toulon: 2016[15]

Individual
- Premier League Manager of the Month: Agosto de 2008[16]
- BBC Sports Personality of the Year Coach Award: 2018[17]
- FWA Tribute Award: 2019[18]

### Orders
- Officer of the Order of the British Empire: 2019[19]